# USS Michigan (1843)
USS Michigan è stata la prima nave da guerra della Marina degli Stati Uniti ad avere lo scafo in ferro, venne usata durante la guerra civile americana. Fu ribattezzata USS Wolverine nel 1905.

## Inizio carriera
La Michigan inizia la sua carriera nei Grandi Laghi ad Erie, Pennsylvania. Nel maggio del 1851, ha assistito all'arresto di James Jesse Strang, conosciuto come "Re Giacomo I", che ha guidato una colonia dissidente mormone su Beaver Island, in cima al lago Michigan, circa 37 miglia (60 km) dallo Stretto di Mackinac. Strang venne presto liberato, ma fu assassinato da due dei suoi seguaci il 19 giugno 1856. Gli assassini fuggirono nel Michigan e furono presi a Mackinac e rilasciati.
In uno scontro con i pirati "timber pirates", sui Grandi Laghi nel 1850, il piroscafo dei pirati speronò la Michigan, che non subì danni, ma danneggiò gravemente la nave assalitrice, che fu catturata.
La USS Michigan fu la prima nave della Marina degli Stati Uniti ad avere lo scafo in ferro. Quando è stata speronata nelle prime ore del 6 maggio 1853, nel sud del lago Huron, dalla Buffalo con scafo di legno, la Michigan è stata gravemente danneggiata, ma la Buffalo procedeva in direzione sud verso il fiume St. Clair e non è stata "catturata". Nonostante questo, la Michigan ha contribuito ad arrestare molti ladri di legname.

## Guerra civile americana
Durante la guerra civile americana, la Michigan, era armata con un cannone Parrott da 30 libbre, cinque cannoni Parrott da 20 libbre, sei cannoni a canna liscia da 24 libbre e due obici da 12 libbre. Gli Stati Confederati d'America considerarono di lanciare attacchi contro il Nord, dal Canada. All'inizio del 1863, il tenente William Henry Murdaugh, CSN, progettò di condurre un gruppo di ufficiali della marina confederata in Canada, dove avrebbero acquisto un piccolo battello a vapore, con cui avrebbero viaggiato fino ad Erie, per poi salire a bordo della Michigan e usarla contro le chiuse e navigare nei Grandi Laghi. Tuttavia, il presidente confederato Jefferson Davis non approvare il piano.
USS Michigan navigò sui Grandi Laghi durante la maggior parte della guerra, fornendo un elemento di stabilità e sicurezza. Il 28 luglio 1863, da poco tempo New York City era stata gravemente scossa da tumulti, il comandante della Michigan John C. Carter in ritorno da queste sommosse fece il resoconto a Detroit, "Ho trovato la gente sofferente a causa di questa sommossa .... La presenza delle navi ha sicuramente fatto qualcosa ed ha certamente tranquillizzato i concitati". Nel mese di agosto del 1863, la Michigan fu invitata per un servizio simile a Buffalo, New York.
Durante il 1864, ci furono nuove voci di cospirazione da parte dei confederati in Canada. Nel mese di marzo, il segretario della Marina Gideon Welles ordinò alla Michigan di essere "pronti per il servizio attivo non appena il ghiaccio permetterà." In autunno, i confederati colpirono. Guidati da John Yates Beall, 20 confederati si imbarcarono sul piroscafo Philo Parsons come passeggeri ed in poco tempo lo sequestrarono. Nel frattempo, il capitano Charles H. Cole, CSA, un agente della confederazione nella regione del Lago Erie, stava tentando di guadagnare la fiducia degli ufficiali del Michigan per convincerli a non utilizzare e controllare Johnson's Island, che in seguito diventò una prigione per i confederati catturati. Tuttavia, il Comandante Carter scoprì il doppio gioco di Cole e lo fece arrestare, intanto Beall raggiunse Johnson's Island sul Philo Parsons. Quando i segnali prestabiliti dalla riva non furono fatti, Beall a malincuore abbandonò il suo piano e si ritirò a Sandwich (adesso Windsor, Ontario) dove spogliò e bruciò il Philo Parsons.

## Servizio per U.S. Navy
Dopo la guerra civile e la cattura, a Buffalo nel 1866, di alcuni partecipanti alla Fenian Brotherhood che stavano tornando da una spedizione in Canada, la michigan andò in servizio al U.S. Navy. La michigan fu ribattezzata USS Wolverine, il 17 giugno 1905, liberando il nome Michigan per utilizzarlo sulla nuova corazzata USS Michigan (BB-27).
Wolverine fu dismesso il 6 maggio 1912.

## Wolverine
Wolverine fu consegnato al Pennsylvania Naval Militia, dove restò in servizio per 11 anni, facendo crociere di formazione in estate per la United States Naval Reserve. Nel 1913 per il centenario della battaglia sul Lago Erie del 1812, la Wolverine trainò il brigantino USS Niagara da un porto all'altro per le celebrazioni. A metà degli anni venti, quando la US Navy adottò il sistema di riconoscimento alfanumerico delle carene, fu classificata tra "ausiliari vari" e nemerata IX-31.
Il 12 agosto 1923 una biella del cilindro del motore della Wolverine si ruppe, segnando la fine della carriera attiva.

## Relitto
Nel 1927, la carcassa della wolverine fu spinta verso su un banco di sabbia nella Misery Bay (Presque Isle State Park) e data in prestito alla città di Erie, in Pennsylvania, come reliquia. Fu venduta alla Fondazione per la preservazione originale della USS Michigan (Foundation for the Preservation of the Original USS Michigan, Inc.), il 19 luglio 1948. Ma quando la raccolta di fondi non riuscì a ottenere il denaro sufficiente per il suo restauro e conservazione, fu tagliata e venduta come rottame nel 1949 alla Ace Junk & Salvage Company. Il titolare, Sam Tanenbaum, donò la prua alla città di Erie.
Nel 1950, la prua della Wolverine fu eretta come monumento nel Wolverine Park di Erie, in prossimità del cantiere dove era stata costruita. Il 22 febbraio 1988, la prua è stata spostata al Erie Maritime Museum per il restauro. Oggi è possibile vederla all'interno del museo.